# Grevillea decora
Espèce
Classification phylogénétique
Grevillea decora  est une espèce de plantes à fleurs de la famille des Proteaceae. C'est un arbuste endémique au Queensland en Australie.
Il mesure de 2 à 5 mètres de hauteur et a les feuilles ovales, épaisses, d'un vert-gris, pouvant atteindre 18 cm de long. Les fleurs disposées en « brosse à dents » sont rouges. Elles apparaissent d'avril à octobre. Le fruit est un petit follicule.

## Sous-espèces
On en distingue deux sous-espèces:
- Grevillea decora subsp. decora Domin.
- Grevillea decora subsp. telfordii Makinson